# Placa de Farallón

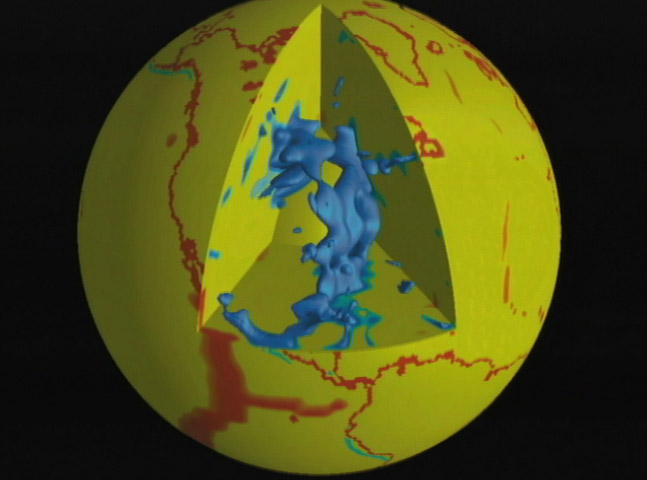
Un modelado por software de la NASA de los restos de la placa de Farallón, en las profundidades del manto de la Tierra.

La placa de Farallón es una antigua placa tectónica oceánica. Esta placa presentaba subducción bajo el margen occidental de América del Sur entre los 28 y 72 millones de años.
Formaba una de las tres placas principales de Panthalassa, junto con la placa de Phoenix y la placa de Izanagi, que estaban conectadas por una unión triple. La placa de Farallón comenzó a subducir bajo la costa oeste de la placa norteamericana, entonces ubicada en lo que hoy es Utah, cuando Pangea se rompió y después de la formación de la placa del Pacífico en el centro de la triple unión durante el Jurásico Inferior. Lleva el nombre de las islas Farallón, que se encuentran al oeste de San Francisco, California.
Con el tiempo, la parte central de la placa de Farallón fue subducida por completo bajo la parte suroeste de la placa norteamericana. Los restos de la placa de Farallón son las placas de Juan de Fuca, de Explorador y de Gorda, subducidas bajo la parte norte de la placa Norteamericana; la placa de Cocos subduciendo bajo Centroamérica; y la placa de Nazca subduciendo bajo la placa sudamericana.

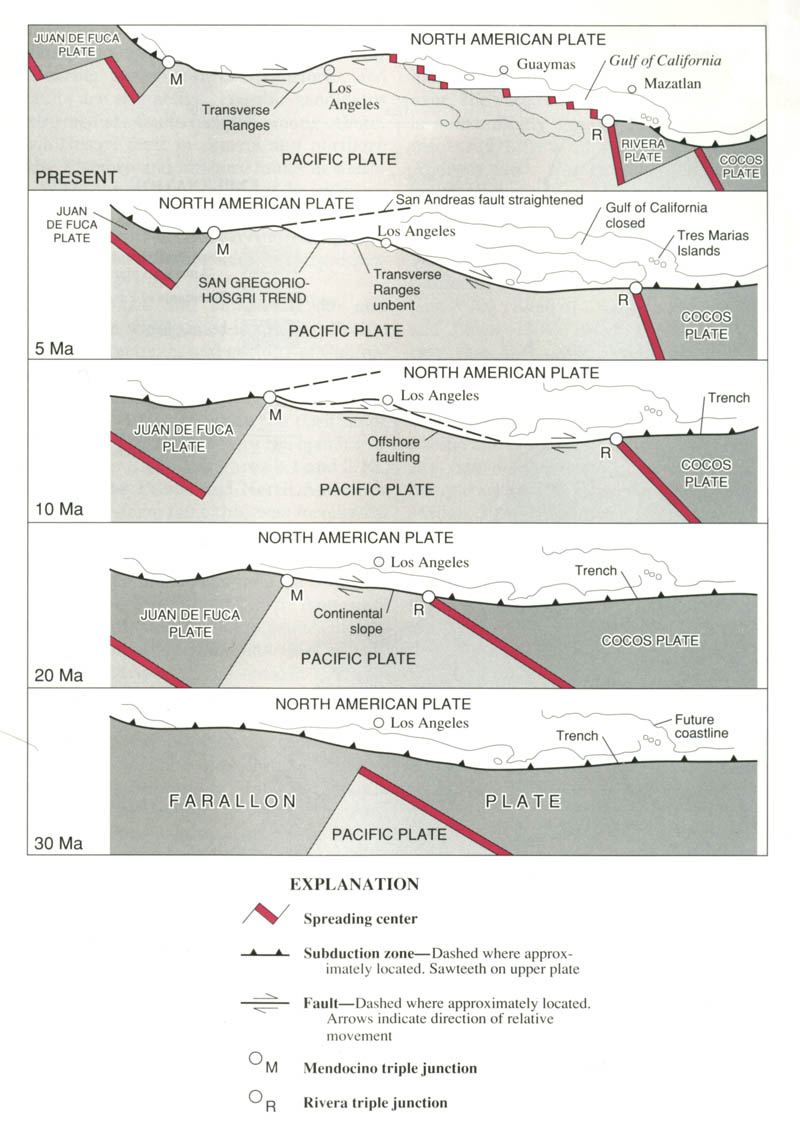
Creación de Juan de Fuca tras la subducción de la placa de Farallón.

En la actualidad, el entendimiento respecto a la placa de Farallón está evolucionando rápidamente a medida que los detalles de la tomografía sísmica brindan detalles mejorados de los restos sumergidos. Dado que la costa oeste de América del Norte muestra una estructura enrevesada, se ha requerido un trabajo significativo para resolver la complejidad. En 2013 surgió una explicación nueva y más matizada, proponiendo dos placas adicionales ahora subducidas que explicarían parte de la complejidad. A medida que se acumulaban los datos, se desarrolló una visión común de que una gran placa oceánica, la placa de Farallón, actuaba como una cinta transportadora, transportando terrenos a la costa oeste de América del Norte, donde se acumulaban. A medida que el continente invadió la placa de Farallón en subducción, la placa más densa se subdujo en el manto debajo del terreno. Cuando las placas convergieron, la densa placa oceánica se hundió en el manto para formar una losa debajo del continente, más ligero.